# Borgo di Terzo
Borgo di Terzo – miejscowość i gmina we Włoszech, w regionie Lombardia, w prowincji Bergamo.
Według danych na styczeń 2009 gminę zamieszkiwało 1130 osób przy gęstości zaludnienia 607,5 os./km².